# Pseudopogonogaster mirabilis
Pseudopogonogaster mirabilis är en bönsyrseart som beskrevs av Max Beier 1942. Pseudopogonogaster mirabilis ingår i släktet Pseudopogonogaster och familjen Thespidae. Inga underarter finns listade i Catalogue of Life.